# Erotika
Erotika (iz starogrčkog ερως (i ερος) – eros – ljubav, želja) je težnja za postizanjem spolnog uzbuđenja bez otvorenog prikazivanja spolnog odnosa i spolnih organa. Erotika je i tematski naziv za umjetnički izraz koji sadrži elemente erotike. Pojam erotika ponekad se koristi kao sinonim za seksualnost. Označava tjelesnu žudnju i osjetilno zadovoljstvo izazvano bilo draženjem erogenih zona, opažanjem seksualnih objekata ili stvaranjem misaonih predodžbi kroz maštanje. 
U umjetnosti erotika podrazumijeva svojevrsno prikrivanje, uz minimalno obnaživanje ljudskog tijela. Uglavnom se prikazuju samo grudi ili stražnjica. Ostali organi redovito se nastoje prikriti. Tjelesnu uzbuđenost postiže se kroz poticanje gledateljeve mašte za razliku od pornografije, koja otvoreno otkriva i bez cenzure prikazuje spolni odnos.
Erotizacija je proces kojim neki dijelovi tijela ili mentalna funkcija ovako dobivaju estetsku vrijednost i dovode do seksualne uzbuđenosti.

## Galerija
- Razgolićena djevojka, 1920. godina
- Influencerica Rosie Robinson na prozorskoj dasci
- La Vaudère - Le Rêve de Mysès
- Portret mlade djevojke, ulje na platnu, C. J. Chaplin
- Jean Trent, The Army Weekly, 1945.
- Razglednica s fotografijom Marilyn Monroe, kasne 1940-e

## Vanjske poveznice
- World Museum of Erotic Art - erotska umjetnost online  Arhivirana inačica izvorne stranice od 15. svibnja 2010. (Wayback Machine) (engl)
- Das Erotic Art Museum Hamburg
- Alt.sex.stories Text Repository  Arhivirana inačica izvorne stranice od 30. lipnja 2007. (Wayback Machine)
- Clean Sheets  Arhivirana inačica izvorne stranice od 7. rujna 2018. (Wayback Machine)